# Maurice Gourdault-Montagne

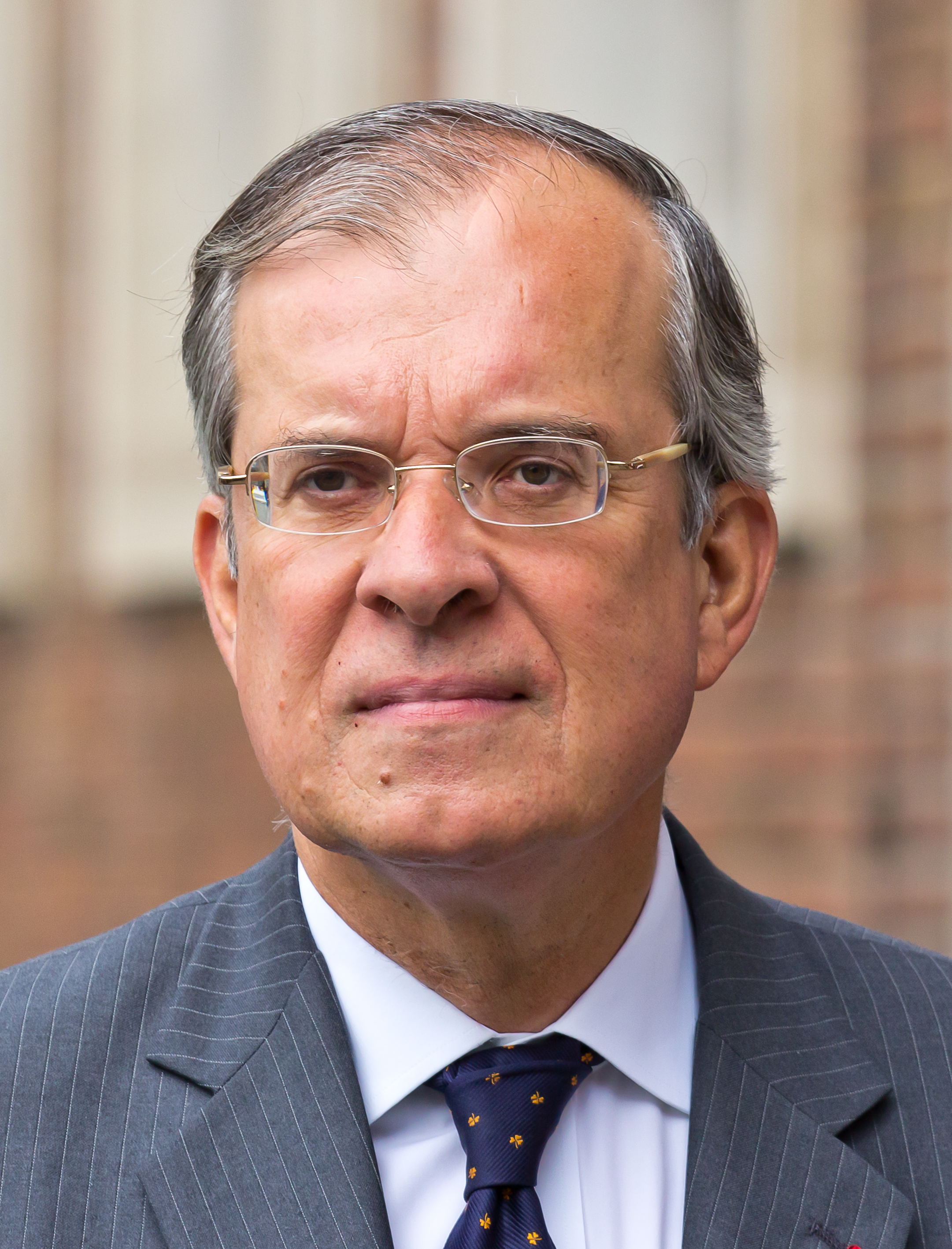
Maurice Gourdault-Montagne (2012)

Maurice Gourdault-Montagne (* 16. November 1953) ist ein französischer Diplomat. Nach Stationen als französischer Botschafter in Tokio und London war er von März 2011 bis August 2014 Botschafter der Französischen Republik in Deutschland. Derzeit ist er Botschafter in Peking.

## Ausbildung
Maurice Gourdault-Montagne studierte Politikwissenschaft an der Grande école Sciences Po (Abschluss: Diplom) und Rechtswissenschaft an der Universität Paris II (Abschluss: Maîtrise en droit). Zudem erlernte er die deutsche Sprache an der Universität Paris IV.

## Karriere
Seine diplomatische Karriere begann er 1979 in der Asien- und Pazifik-Abteilung des französischen Außenministeriums. 1982 folgte die Berufung zum Ersten Botschaftssekretär an der Französischen Botschaft in Neu-Delhi. Ab 1984 arbeitete er erneut im Pariser Außenministerium. Hier war er bis 1986 Sonderbeauftragter beim Generalsekretär und anschließend bis 1988 Fachberater des Außenministers für den Bereich Parlament und Presse. Von 1988 bis 1991 arbeitete Gourdault-Montagne in Bonn an der Französischen Botschaft als Botschaftsrat für politische Angelegenheiten und die deutsch-französischen Beziehungen. Es folgten wiederum verschiedene Tätigkeiten im Außenministerium, darunter als Stellvertretender Leiter der Presse-, Informations- und Kommunikationsabteilung und als Stellvertretender Leiter des persönlichen Beraterstabs von Außenminister Alain Juppé. Als dieser 1995 zum französischen Premierminister berufen wurde, wurde Gourdault-Montagne Leiter seines persönlichen Beraterstabs. Von 1998 bis 2002 war er Frankreichs Botschafter in Japan. Anschließend arbeitete Gourdault-Montagne als Außenpolitischer Berater von Präsident Jacques Chirac und ging 2007 nach London, wo er bis Anfang 2011 als Botschafter Frankreichs im Vereinigten Königreich tätig war. Als Nachfolger von Bernard de Faubournet de Montferrand war Gourdault-Montagne seit dem 4. März 2011 französischer Botschafter in Deutschland. Am 22. August 2014 wurde er französischer Botschafter in China.

## Auszeichnungen
Maurice Gourdault-Montagne ist Offizier der Ehrenlegion und Ritter des Ordre national du Mérite. Ihm wurde das Große Bundesverdienstkreuz mit Stern verliehen. 2023 wurden seine Memoiren Les autres ne pensent pas comme nous mit dem Prix de l’Essai ausgezeichnet.